# 와일드 히어로즈
《와일드 히어로즈》(일본어: ワイルド・ヒーローズ)는 2015년 4월 19일부터 6월 21일까지 닛폰 TV에서 매주 일요일 22:30 ~ 23:25 (JST)에 방송된 텔레비전 드라마이다. 주연은 TAKAHIRO.

## 개요
불량 소년이었던 주인공이, 여섯 명의 동료와 함께 소녀를 구하는 스토리.

## 캐스트
- 세가와 (29) - TAKAHIRO
- 미키 (29) - 아오야기 쇼
- 사에키 (28) - 이와타 타카노리
- 토쿠이 (29) - 노가에 슈헤이
- 칸베 (28) - 야기 마사야스
- 토오루 (18) - 사토 타이키
- 하야시다 (31) - 쿠로키 케이지
- 고토 (10) - 사쿠라다 히요리
- 노나카 미사 (23) - 미즈사와 에레나

## 스태프
- 각본 - 히루타 나오미
- 연출 - 사토 토야, 이시오 준
- 음악 - 데와 요시아키, 오오마마 타카시
- 치프 프로듀서 - 이토 히비키
- 프로듀서 - 마츠하라 히로시, 와타나베 히로히토 (AX-ON)
- 제작 협력 - AX-ON
- 제작 저작 - 닛폰 TV

## 방송 일자
| 각 화                                                      | 방송일          | 부제 | 연출      | 시청률 |
| ---------------------------------------------------------- | --------------- | ---- | --------- | ------ |
| 제1화                                                      | 2015년 4월 19일 |      | 사토 토야 | 9.7%   |
| 제2화                                                      | 4월 26일        |      | 사토 토야 | 10.2%  |
| 제3화                                                      | 5월 3일         |      | 이시오 준 | 8.4%   |
| 제4화                                                      | 5월 10일        |      | 이시오 준 | 9.2%   |
| 제5화                                                      | 5월 17일        |      | 사토 토야 | 7.9%   |
| 제6화                                                      | 5월 24일        |      | 사토 토야 | 8.7%   |
| 제7화                                                      | 5월 31일        |      | 이시오 준 | 8.2%   |
| 제8화                                                      | 6월 7일         |      | 사토 토야 | 8.7%   |
| 제9화                                                      | 6월 14일        |      | 이시오 준 | 8.2%   |
| 최종화                                                     | 6월 21일        |      | 사토 토야 | 8.1%   |
| 평균 시청률 8.7% (시청률은 칸토 지구·비디오 리서치사 조사) |                 |      |           |        |

- 제1화는 22:00 ~ 23:25 방송.